# Trận Monastir (1912)

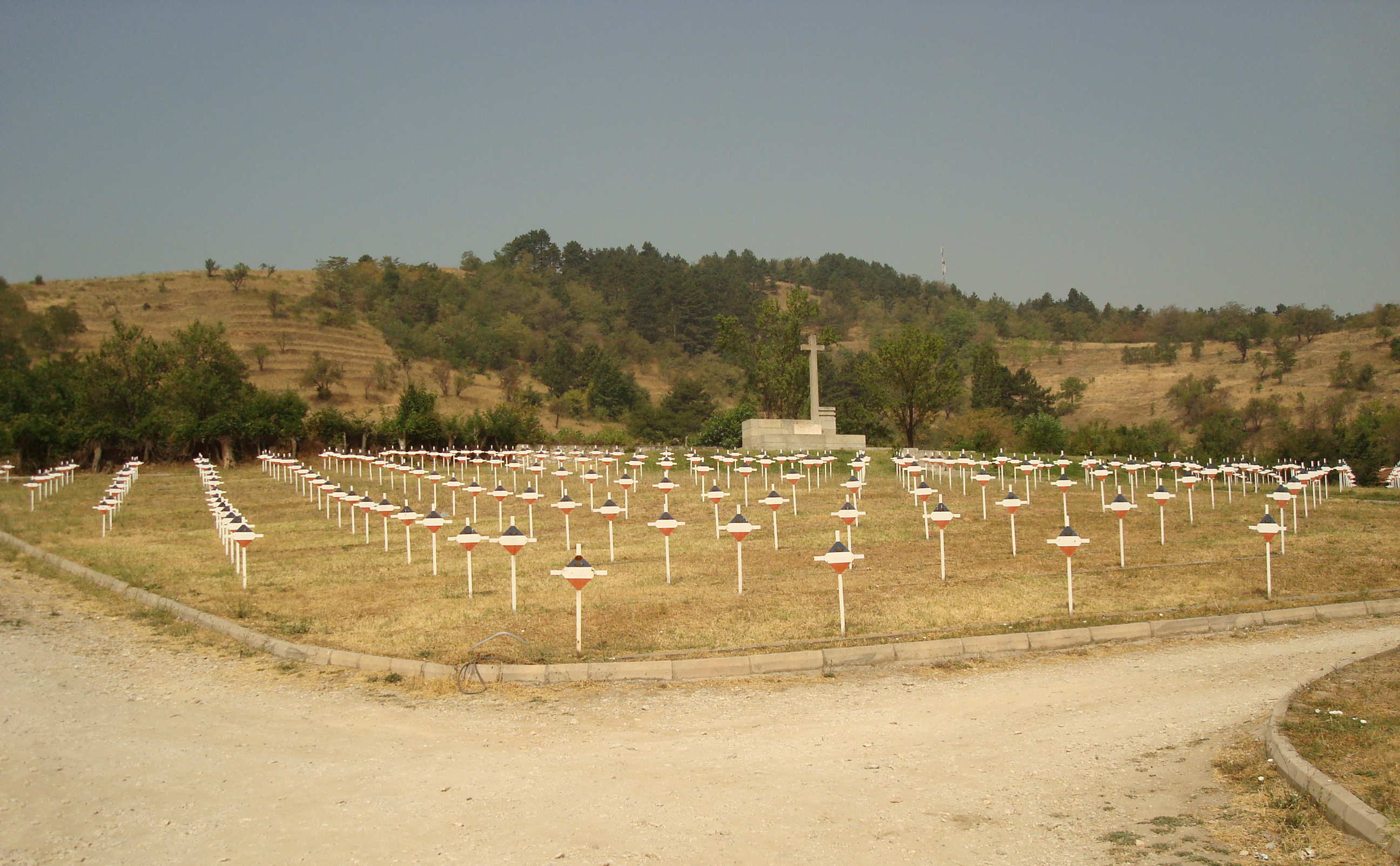
Nghĩa trang liệt sĩ Serbia tại Bitola.

Trận Monastir hay Trận Bitola diễn ra ở gần thị trấn Bitola, xứ Macedonia (thời đó được gọi là Monastir) trong cuộc Chiến tranh Balkan lần thứ nhất, kéo dài từ ngày 16 cho đến ngày 19 tháng 11 năm 1912. Tập đoàn quân Vardar của Đế quốc Ottoman đã triệt thoái sau khi thua trận Kumanovo và tập kết xung quanh Bitola. Tập đoàn quân số 1 của Serbia trên đường hành binh về Bitola đã sa vào làn đạn khốc liệt của Pháo binh Ottoman và phải chờ Pháo binh Serbia đến tiếp ứng. Vào ngày 18 tháng 11 năm 1912, sau khi lực lượng Pháo binh Serbia làm câm tịt các hỏa điểm của quân Ottoman, quân cánh trái của Serbia đánh tan Tập đoàn quân Vardar. Quân Serbia sau đó tiến thẳng vào Bitola trong ngày 19 tháng 11 năm 1912. Với cuộc chinh phạt Bitola, người Serbia làm chủ miền Tây Nam vùng Macedonia, trong đó có cả thị trấn Ohrid mang nặng ý nghĩa biểu tượng. Cùng lúc ấy, người Ottoman gặp phải hiểm nguy từ quân Hy Lạp.
Chiến thắng nhanh gọn và quyết định của Serbia tại Monastir đã gây cho Bộ Tư lệnh quân Ottoman vô cùng hoảng hốt. Với thiệt hại nặng nề Sĩ khí quân đội Ottoman sa sút do thảm kịch này.

## Ý nghĩa lịch sử
Tàn binh Ottoman phải tháo chạy về pháo đài Yannina. Quân Hy Lạp vây hãm pháo đài này cho đến tháng 3 năm 1913 thì người Ottoman phải đầu hàng.
Khi ấy, quân Ottoman còn phải đối mặt với cuộc nam chinh của quân Hy Lạp. Không lâu sau thảm bại này, đồn binh Ottoman tại Salonika đầu hàng quân Hy Lạp. Họ không còn hy vọng kháng cự ở Macedonia nữa, và sự thống trị của Đế quốc Ottoman tại đây xuyên suốt năm thế kỷ giờ đây đã qua đi. Tập đoàn quân số 1 của Serbia sẽ tiếp tục tham chiến trong cuộc Chiến tranh Balkan lần thứ nhất. Tại thời điểm ấy, một số người Serbia mong muốn Tập đoàn quân thứ nhất tiếp tục tiến quân xuống thung lũng Vardar tới Thessaloniki. Tuy nhiên, Nguyên soái Serbia là Radomir Putnik. Nếu như người Serbia hiện diện trên vùng biển Adriatic, rất có thể họ sẽ lâm chiến với Đế quốc Áo-Hung. Thêm nữa, với quân Bulgaria và quân Hy Lạp vốn dĩ đã tiến tới Thessaloniki, sự hiện diện của Lục quân Serbia trên đó có thể chỉ làm rối bời tình hình vốn đã phức tạp.